# Life Is Not a Waiting Room
Life Is Not A Waiting Room es el tercer álbum de la banda post hardcore, Senses Fail y fue lanzado el 7 de octubre de 2008 mediante Vagrant. El álbum completo fue colgado el 1 de octubre por la propia banda en su MySpace oficial.

## Listado de canciones
1. "Fireworks at Dawn" - 2:10
2. "Lungs Like Gallows" - 3:21
3. "Garden State" - 3:39
4. "Family Tradition" - 3:34
5. "Wolves at the Door" - 3:27
6. "Hair of the Dog" - 3:50
7. "Four Years" -4:16
8. "Ali for Cody" - 4:02
9. "Yellow Angels" - 3:42
10. "Chandelier" - 3:41
11. "Map the Streets" - 3:27
12. "Blackout" - 4:55

### UK Bonus Tracks
1. "Life Is Not a Waiting Room" – 3:19
2. "DB Cooper" - 2:59

### iTunes Bonus Tracks
1. "DB Cooper" - 2:59
2. "Coming Up Short" - 2:14

## Créditos
- Buddy Nielsen – Vocalista
- Garrett Zablocki – Guitarra, Vocalista
- Dan Trapp – Batería
- Heath Saraceno – Guitarra, Vocalista
- Jason Black (de Hot Water Music) – Bajo

- Datos: Q3238371